# 埃南德
埃南德（法語：Esnandes，法語發音：[enɑ̃d]）是法国滨海夏朗德省的一个市镇，位于该省西北部，大西洋海滨，属于拉罗谢尔区。

## 地理
埃南德（46°15'1"N, 1°6'49"W）面积7.45 平方千米，位于法国新阿基坦大区滨海夏朗德省，该省份为法国西部滨海省份，北起旺代省，西临大西洋，南至吉倫特省，东南接多爾多涅省，东北接德塞夫勒省接壤，东临夏朗德省。
与埃南德接壤的市镇（或旧市镇、城区）包括：沙龙、马尔西伊、维勒杜。

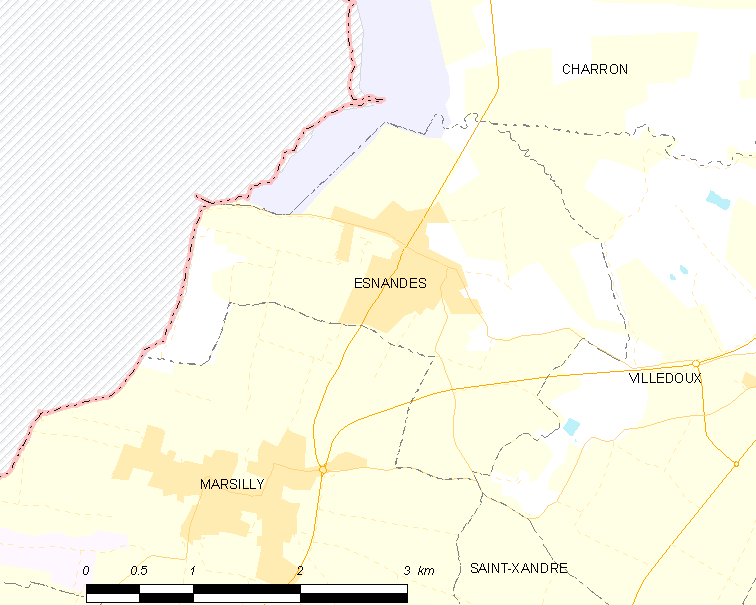
埃南德的OSM定位图

埃南德的时区为UTC+01:00、UTC+02:00（夏令时）。

## 行政
埃南德的邮政编码为17137，INSEE市镇编码为17153。

## 政治
埃南德所属的省级选区为拉戈尔县。

## 人口

1962-2008年间埃南德人口变化图示

埃南德于2022年1月1日时的人口数量为2132人。